# Почаевичи (Витебская область)

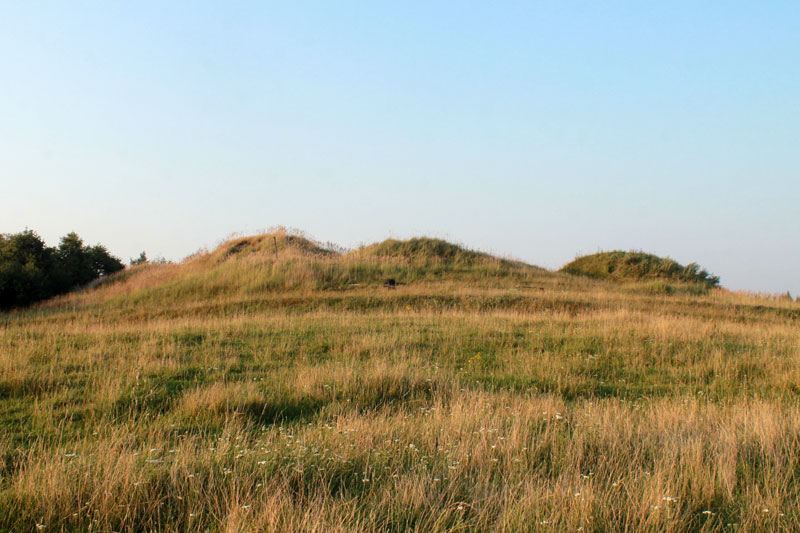
Курганный могильник «Московская гора»

Почаевичи (бел. Пачае́вічы) — агрогородок в Чашникском районе Витебской области Беларуси, в составе Ольшанского сельсовета.

## География
Агрогородок находится в 6 км к югу от районного центра, города Чашники и в 10 км к северу от Лукомля. Почаевичи стоят на левом берегу реки Лукомка, притока Уллы. Через Почаевичи проходит автодорога Чашники — Лукомль.

## История
Упоминается в 1669 году как деревня в Оршанском повете Великого Княжества Литовского.
До 2004 года центр Почаевичского сельсовета.

## Население
- 1999 год — 343 жителей
- 2000 год — 311 жителей, 126 дворов
- 2009 год — 246 жителей
- 2019 год — 199 жителей

## Достопримечательности
- Почаевичский костёл, позже известный как православная церковь Покрова святой Богородицы (2-я половина XVIII века)
- Здание сыроварни, располагавшейся в бывшей усадьбе Хрептовичей
- Курганные могильники «Московская гора»

### Памятные места
- Братская могила советских воинов и партизан
- Памятник землякам, погибшим в Великой Отечественной войне